# Candiacervus
Candiacervus è un genere estinto di cervidi vissuto nell'isola di Creta durante il Pleistocene.
Le loro caratteristiche peculiari erano le piccole dimensioni (la specie più piccola, Candiacervus ropalophorus, misurava al massimo 25 cm al garrese in piena maturità) ed il palco dalla strana forma a spatola.
Per queste loro peculiarità, le specie ascritte al genere sono considerate un valido esempio di nanismo insulare.
Ironicamente, questi animali erano strettamente imparentati coi grandi cervidi del genere Megaloceros, al punto che gli studiosi hanno aperto un dibattito sul se accorpare o no queste specie al genere Megaloceros, relegando Candiacervus al rango di sottogenere.